# Sanda Dewi
Sanda Dewi (tiếng Miến Điện: စန္ဒာဒေဝီ phát âm tiếng Miến Điện: [sàɴdà dèwì]) là một trong số ba hoàng hậu của Vua Bayinnaung từ 1553 cho đến 1581. Bà cũng là một hoàng hậu lưỡng triều của hai vị vua vua cuối cùng của Prome từ 1532 cho đến 1542. Bà là bà ngoại của Natshinnaung, vua của Taungoo.

## Tóm lược
Sinh thời là Công chúa Thiri Hpone Htut (သီရိဘုန်းထွဋ်သီရိဘုန်းထွဋ် phát âm tiếng Miến Điện: [θìɹḭ pʰóʊɴ tʰʊʔ]), con gái của Vua Shwenankyawshin xứ Ava và hoàng hậu Dhamma Dewi năm 1517 (18[?]). Sau khi cha bà bị giết ngày 25 tháng 3, 1527, bà đã được đứa đến Prome (Pyay) bởi vua Thado Minsaw của Prome. Sau này, bà kết hôn với một trong ba người cháu của Thado Minsaw, Vua Narapati của Prome trị vì từ 1532 cho đến 1539. Sau khi Narapati chết, bà tái hôn với em trai của Narapati, Minkhaung, và có một đứa con trai với ông.
Khi Prome thất thủ trước quân đội của nhà Taungoo vào tháng 5, 1542, nhà vua và hoàng hậu của Prome được đưa đến Taungoo. Khoảng tháng 4, 1553, Minkhaung bị xử tử vì bị nghi ngờ âm mưu ám hại Bayinnaung. Thiri Hpone Htut sau đó trở thành vợ lẽ của Bayinnaung, với tước vị Bắc cung Hoàng hậu, hiệu Sanda Dewi. Ngày 15 tháng 6, 1568, vị hoàng hậu cả, bà chính cung Atulathiri Maha Yazadewi qua đời, cùng ngày bà được tấn phong vị Chính cung Hoàng hậu thay thế. Hoàng hậu có với Bayinnaung một người công chúa, tên là Khin Saw, sau là mẹ của Natshinnaung, vị vua tương lai của Taungoo.

## Thư tịch học
- Harvey, G. E. (1925). History of Burma: From the Earliest Times to ngày 10 tháng 3 năm 1824. London: Frank Cass & Co. Ltd.
- Kala, U (1724). Maha Yazawin (bằng tiếng Miến Điện). Quyển 1–3 (ấn bản thứ 4). Yangon: Ya-Pyei Publishing.
- Royal Historical Commission of Burma (1832). Hmannan Yazawin (bằng tiếng Miến Điện). Quyển 1–3 (ấn bản thứ 2003). Yangon: Ministry of Information, Myanmar.
- Sein Lwin Lay, Kahtika U (1968). Mintaya Shwe Hti and Bayinnaung: Ketumadi Taungoo Yazawin (bằng tiếng Miến Điện) (ấn bản thứ 2). Yangon: Yan Aung Sarpay.